# Антракомія
Антракомі́я (Anthracomya) — вимерлий рід двостулкових молюсків. Скам'янілі рештки А. в середньому та верхньому карбоні Донбасу часто виповнюють породи, які супроводять шари вугілля. Вважається, що антракомії були насельниками річок та їх дельт і стариць, озер і, можливо, опріснених лагун.